# Canadian-Pacific-Airlines-Flug 402
Canadian-Pacific-Airlines-Flug 402 (CP402) war der Flug einer Douglas DC-8-43, die am 4. März 1966 bei einem Nachtanflugversuch auf dem Flughafen Tokio-Haneda in Japan verunglückte. Von den 62 Passagieren und 10 Besatzungsmitgliedern überlebten lediglich 8 Passagiere den Unfall.

## Unfallhergang
Die Maschine der Canadian Pacific Air Lines war auf dem Flug von Hongkong über Tokio nach Vancouver und hatte um 16:14 Uhr japanischer Zeit vom Flughafen Kai Tak in Hongkong abgehoben. Der Flug war für fast eine Stunde in einer Warteschleife gewesen, um die Sichtbedingungen abzuwarten, die den Mindestanforderungen für einen Instrumentenanflug genügen. Der Tower gab, nachdem sich die Sicht tatsächlich verbessert hatte, schließlich die Landung für einen Instrumentenanflug frei, aber die Besatzung musste den Landeversuch abbrechen, als sich die Sicht erneut verschlechterte. Um 20:05 Uhr Ortszeit informierten die Piloten den Tower, dass sie Kurs auf Taiwan nehmen wollten, als ihnen die Verbesserung der Sichtweite über die Minimalbedingungen von fünf Achteln einer nautischen Meile (etwa 1160 Meter) mitgeteilt wurde. Der Kapitän entschied daraufhin, vor einem Ausweichen nach Taiwan noch einen Landeversuch durchzuführen.
Der bodengesteuerte Anflug verlief normal, bis die Maschine auf dem Schirm des Präzisionsanflugradars plötzlich unter den üblichen Gleitpfad sank. Ungefähr 850 Meter vor dem Beginn der Landebahn streifte das Fahrwerk in dichtem Nebel einen Teil der Anflugbefeuerung, und die Piloten verloren die Kontrolle über die Maschine, die dann mit mehreren anderen Hindernissen kollidierte, unter anderem einer zwei Meter hohen Begrenzungsmauer. Die brennenden Trümmerteile des Flugzeuges erstreckten sich über fast einen Kilometer Länge auf dem Flugfeld.
Die Ermittlungskommission, die durch die japanische Regierung eingesetzt worden war, stellte in ihrem zwei Jahre später veröffentlichten Bericht fest, dass auf Seite der Fluglotsen im Flughafentower keinerlei Fehler gemacht wurden. Sie stellte fest, dass die Ursache für den Unfall ein Pilotenfehler gewesen sei, bestätigte aber, dass die schlechte Sicht eine optische Täuschung verursacht haben könnte, welche die Piloten irritiert hatte. Der offiziell angenommene Grund des Unfalls war eine Fehleinschätzung des Kommandanten beim Landeanflug aufgrund schwieriger Wetterbedingungen.

## Sonstiges
Dieser Flugunfall war einer von fünf Unfällen mit Todesopfern in der kommerziellen Luftfahrt Japans im Jahre 1966. Weniger als 24 Stunden später zerbrach eine Boeing 707 auf dem BOAC-Flug 911 bald nach dem Start in einer Clear Air Turbulence auf der windabgewandten Seite des Berges Fujisan, wobei alle 124 Insassen getötet wurden. Die Gesamtzahl der Opfer betrug 188, was bis dato ein Höchstwert für einen einzigen Tag war.
Weniger als einen Monat zuvor war eine Boeing 727 auf dem All-Nippon-Airways-Flug 60 beim Landeanflug auf denselben Flughafen in die Bucht von Tokio gestürzt, wobei alle 133 Personen an Bord getötet wurden. In der Summe erschütterten diese drei Unfälle das Vertrauen in die kommerzielle Luftfahrt Japans, und sowohl Japan Airlines als auch All Nippon Airways waren gezwungen, ihr Angebot an Inlandsflügen der verminderten Nachfrage anzupassen.